# Compression d'impulsion
La compression d'impulsion (en anglais, pulse compression) est une technique de traitement du signal utilisée principalement dans le domaine du radar, du sonar et en échographie afin d'augmenter la résolution en distance de la mesure ainsi que le rapport signal sur bruit, par modulation du signal émis.
Dans la suite de notre développement, l'application sera le radar mais le lecteur pourra aisément généraliser aux autres applications, la théorie restant la même.

## Impulsion simple

### Forme du signal
Le signal le plus simple que peut émettre un radar à impulsions est un train de signaux sinusoïdaux, d'amplitude {\displaystyle A} et de fréquence {\displaystyle f_{0}}, tronqué par une fonction porte de longueur {\displaystyle T}, se répétant identiquement à eux-mêmes à une certaine période qui nous intéresse peu ici. On considère ici une seule impulsion {\displaystyle s}. À supposer que cette impulsion est émise à la date {\displaystyle t=0}, le signal s'écrit analytiquement de la manière suivante, en notation complexe :

### Résolution en distance
Déterminons la résolution en distance que l'on peut obtenir avec ce type de signal. Le signal qui revient vers le radar, noté {\displaystyle r(t)} est une copie retardée et atténuée du signal émis (en réalité elle peut aussi être légèrement déphasée par effet Doppler, mais on laisse cela de côté pour le moment). Il y a également du bruit sur les deux voies réelles et imaginaires, que l'on va prendre comme étant blanc et gaussien (ce qui est généralement vrai dans la réalité); on note {\displaystyle B(t)} ce bruit. Pour détecter le signal reçu, on va utiliser le filtrage adapté, qui optimise le rapport de signal à bruit lorsque l'on veut détecter un signal connu dans du bruit blanc gaussien.
Concrètement, on calcule l'intercorrélation du signal reçu avec le signal émis (ce qui revient à la convolution avec le signal conjugué et temporellement retourné dans le temps). Cette opération peut se faire également de manière électronique. Soit {\displaystyle <s,r>(t)} cette intercorrélation. On a :
Supposons que le signal réfléchi revient à la date {\displaystyle t_{r}} et est atténué d'un facteur {\displaystyle K}, on a :
Connaissant l'expression du signal émis, il vient après un calcul très simple :
où {\displaystyle B'(t)}, résultat de l'intercorrélation du bruit avec le signal émis, reste un bruit blanc gaussien de même variance que {\displaystyle B(t)} car il n'est pas corrélé avec le signal émis. La fonction {\displaystyle \Lambda } est la fonction triangle, valant 0 sur {\displaystyle ]-\infty ,-1/2]\cup [1/2,+\infty [}, croissant linéairement de -1/2 à 0 où elle atteint la valeur 1, et décroissant linéairement de 0 à 1/2 pour valoir de nouveau 0. Les figures au bout de ce paragraphe montrent un exemple pour un signal émis réel en sinus, de durée {\displaystyle T=1} seconde, d'amplitude unité, et de fréquence {\displaystyle f_{0}=10} hertz (en rouge). On laisse figurer deux échos (en bleu) décalés de 3 et 5 secondes, respectivement, et d'amplitudes 0,5 et 0,3. L'autocorrélation du signal émis a bien une enveloppe en triangle (vu que le signal est réel, l'intercorrélation est pondérée par un facteur 1/2 supplémentaire).
Si deux impulsions reviennent, l'intercorrélation vaudra la somme des deux intercorélations des deux signaux élémentaires. Pour reconnaître l'enveloppe « triangle » d'une impulsion de l'autre enveloppe "triangle", on voit que les temps d'arrivée de ceux-ci doivent être séparés d'au moins {\displaystyle T} afin de pouvoir distinguer le sommet de l'un du sommet de l'autre. Si le temps d'arrivée est séparé de moins de {\displaystyle T}, les deux triangles seront combinés et impossibles à séparer.
Sachant que la distance parcourue de l'onde durant {\displaystyle T} est {\displaystyle c.T}, mais que cette distance est un trajet aller-retour, on en conclut que :
| Résultat 1 |
| --- |
| La résolution en distance atteignable avec une impulsion sinusoïdale est {\displaystyle c.{\frac {T}{2}}} où {\displaystyle T} est la durée de l'impulsion et {\displaystyle c} la célérité de l'onde. Conclusion logique: pour augmenter la résolution, il faut diminuer la durée de l'impulsion. |

| Avant filtrage adapté | Après filtrage adapté |
| --------------------- | --------------------- |
|                       |                       |
|                       |                       |

### Énergie à fournir pour émettre ce signal
La puissance instantanée du signal émis est égale à {\displaystyle P(t)=|s|^{2}(t)}. L'énergie fournie est égale à :
D'une manière similaire, l'énergie du signal reçu vaut {\displaystyle E_{r}=K^{2}A^{2}T}. Si {\displaystyle \sigma } est l'écart-type de l'amplitude du bruit, le rapport signal à bruit à la réception est égal à :
On voit que le rapport signal à bruit augmente avec la longueur de l'impulsion, tous autres paramètres restant égaux par ailleurs. La conclusion est que pour que le signal reçu puisse rester exploitable, l'impulsion émise doit rester suffisamment longue, ce qui va à l'encontre du pouvoir de résolution.

## Compression d'impulsion par modulation linéaire de fréquence

### Principe général
Comment avoir une impulsion longue (afin de conserver une bonne énergie à la réception) sans pour autant avoir une résolution trop mauvaise ? Tel est le but de la compression d'impulsion. Son principe est le suivant :
- on génère un signal dont le support temporel est relativement long pour ménager le budget énergie
- on forge ce signal de manière qu'après filtrage adapté, la largeur de l'intercorrélation entre le signal reçu et le signal émis est inférieure à celle obtenue avec la simple modulation sinusoïdale, comme exposé ci-dessus.

Dans les applications radar ou sonar, le chirp linéaire est souvent le signal utilisé pour réaliser la compression d'impulsion. L'impulsion étant de durée finie, l'amplitude est une fonction porte. Si le signal est de durée {\displaystyle T}, débute à {\displaystyle t=0} et balaie la bande {\displaystyle \Delta f} centrée sur {\displaystyle f_{0}}, ce signal s'écrit :

### Intercorrélation entre le signal émis et le signal reçu
Comme pour l'impulsion "simple", calculons à présent la fonction d'intercorrélation entre le signal émis et le signal reçu. Pour simplifier le calcul, on considère de plus que le chirp s'écrit non pas comme ci-dessus, mais sous la forme simplifiée suivante (le résultat final restera le même) :
Étant donné que cette intercorrélation est égale, à une translation et à une atténuation d'un facteur {\displaystyle K} près, à l'autocorrélation de {\displaystyle s_{c'}}, c'est celle-ci que l'on considère :
On montre que la fonction d'autocorrélation de {\displaystyle s_{c'}} vaut :
Le maximum de la fonction d'autocorrélation de {\displaystyle s_{c'}} est atteint en 0 et autour de ce point, elle se comporte comme le terme en sinus cardinal ({\displaystyle sinc(x)=\sin(x)/x}). La largeur temporelle de ce sinus cardinal à -3 dB est plus ou moins égale à {\displaystyle T'={\frac {1}{\Delta f}}}. Tout se passe donc comme si après compression d'impulsion, on avait la résolution d'une impulsion simple de durée {\displaystyle T'} qui, pour les choix courants de {\displaystyle \Delta f}, est plus petite que {\displaystyle T}, ce qui justifie le nom de compression d'impulsion.
Dans la mesure où le sinus cardinal peut avoir des lobes secondaires importants, il est d'usage d'apodiser le signal par convolution du résultat du filtrage adapté avec une fenêtre de type Hamming ou Hann (en pratique, cette étape peut se faire en même temps que le filtrage adapté en multipliant le chirp de référence par la fenêtre avant corrélation). Le résultat de l'apodisation se traduit par une perte de l'amplitude maximale du signal détecté mais les lobes secondaires sont beaucoup plus atténués.
| Résultat 2 |
| --- |
| La résolution en distance atteignable avec un chirp linéaire modulé sur une bande {\displaystyle \Delta f} est: {\displaystyle {\frac {c}{2\Delta f}}} où {\displaystyle c} la célérité de l'onde |

| Définition |
| --- |
| Le rapport {\displaystyle T/T'=T\Delta f} est le rapport de compression, il est généralement supérieur à 1 (de l'ordre de 20 à 30). |

|  |  |

### Augmentation du rapport signal à bruit par compression d'impulsion
L'énergie du signal n'a pas varié pendant la compression d'impulsion. Toutefois, elle se trouve à présent localisée dans le pic principal du sinus cardinal, qui a une largeur {\displaystyle T'\approx {\frac {1}{\Delta f}}}. Si {\displaystyle P} est la puissance du signal avant compression et {\displaystyle P'} la puissance du signal après compression, on a donc :
ce qui donne :
D'autre part, le bruit et le signal émis n'étant pas corrélés, la puissance du bruit ne change pas par filtrage adapté sur la bande du signal émis (cette bande servant de référence pour le calcul de la puissance du bruit). Par conséquent :
| Résultat 3 |
| --- |
| La compression d'impulsion permet d'augmenter le rapport signal à bruit après filtrage d'un rapport égal au taux de compression, {\displaystyle T.\Delta f} |

|  |  |

## Compression d'impulsion par codage de phase
Il n'est pas nécessaire de moduler le signal émis par un chirp, d'autres formes de modulation peuvent être utilisées. On utilise couramment la modulation de phase ; dans ce cas, l'impulsion est divisée en N blocs de durée T/N pour lequel on choisit la phase à l'origine selon un code préétabli. Par exemple, il est possible d'affecter à certains blocs un  déphasage de zéro (ce qui revient à conserver ces blocs tels quels) et de déphaser les autres de {\displaystyle \pi } (ce qui revient à changer leur signe). Le choix précis de la séquence des déphasages pris dans {\displaystyle \{0,\pi \}} se fait selon une technique appelée codage de Barker. Il est également possible de coder le signal sur un alphabet de plus de deux phases (codage polyphase). Comme dans le cas du chirp linéaire, il suffit de réaliser une corrélation entre le signal émis et le signal reçu pour avoir le signal compressé.
Les avantages de cette méthode sont la simplicité de mise en œuvre (comme indiqué plus haut, un déphasage de {\displaystyle \pi } est un simple changement de signe), mais le taux de compression est plus faible que pour un chirp et la compression peut être sensible à un éventuel décalage de fréquence des signaux reçus par effet Doppler si ce décalage est plus grand que 1/T.